# Coeliccia prakritii
Coeliccia prakritii – gatunek ważki z rodziny pióronogowatych (Platycnemididae). Znany tylko z jednej lokalizacji w regionie Arunachal Pradesh w północno-wschodnich Indiach. Epitet gatunkowy pochodzi od Prakriti Lahiri – matki autora pierwszego opisu.